# خایدالو
خایدالو یکی از شهرهای تمدن ایلام است. این شهر در محلی که هم‌اکنون خرم‌آباد نام دارد، بنا شده بود. گفته می‌شود شهر شاپورخواست به دستور شاپور یکم ساسانی بر خرابه‌های آن ساخته شده‌است. از شهرهای مهم عیلام باستان می‌توان به خایدالو، ماداکتو، اهواز و شوش اشاره کرد.

## تاریخ خایدالو

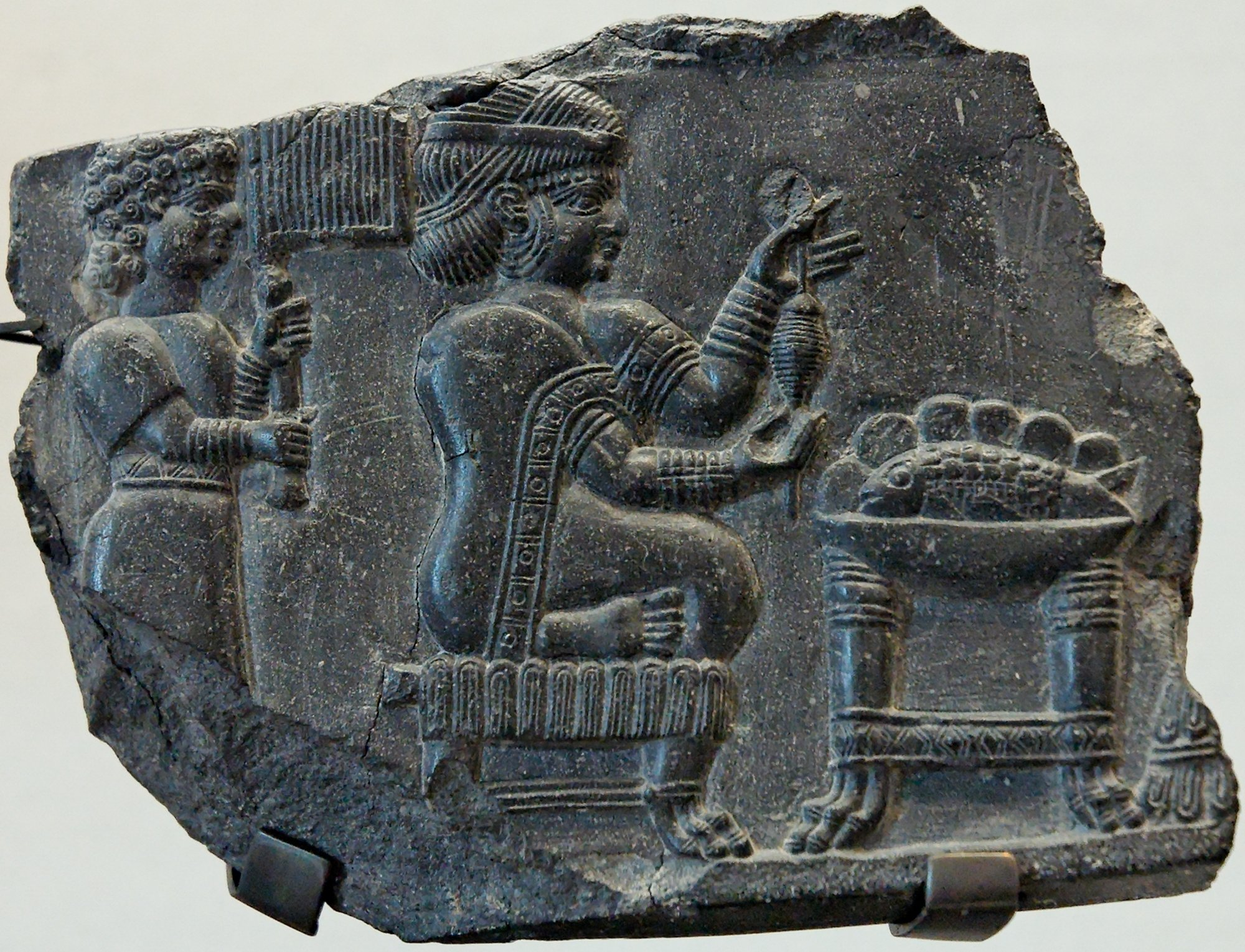
تصویر یک زن عیلامی

هستهٔ اولیهٔ شهر خرم‌آباد، شهر باستانی خایدالو بوده‌است. بسیاری از خاورشناسان برآنند که این مکان با توضیحاتی که در متون مربوط به آشوریان باستان دربارهٔ شهر خایدالو آمده، مطابقت بسیاری دارد.
ژاک دومرگان به دنبال کاوش‌های باستان‌شناسی‌اش در سال ۱۸۹۱ میلادی در خرم‌آباد، در مطالعات جغرافیایی می‌نویسد:
محل فعلی خرم‌آباد جایی است که همیشه مسکونی بوده‌است. در جنوب خرم‌آباد جلگهٔ زیبایی است، مشروب از آب‌های رودخانه و در دیه‌های آن قبیل گل‌دان و شاهین‌آباد و بسیار دیگر وجود دارد که برای منطقه بسیار مهم‌اند. نزدیک این دهات تپه‌های مصنوعی بزرگی است که تحقیق و کاوش در آن‌ها بسیار جالب توجه است و من فکر می‌کنم که با خایدالوی متون آشوری مطابقت کند.
ژاک دومرگان از قول ژماسپرو خایدالو را در بخش‌های گمنامی که ماد را احاطه کرده‌است، دانسته و اضافه می‌نماید که «در آنجا است که متحملاً شاه عیلام (کدورنان خونت) به هنگام حملهٔ فاتحین شمال و اشغال ماداکتو به آنجا گریخته و پناه جسته است».
رومن گیرشمن این نام را هیدالو نوشته است و آن را ناحیهٔ پر ثروت شوشتر می‌داند. رشید یاسمی محل شهر را دز ملکان می‌دانند و در خصوص نگارش (میدالو) این گونه نوشته‌است: «در کنار شط کارون در طرف بالا واقع بوده‌است و از شوش به آنجا ۲۲ فرسنگ به خط مستقیم مسافت بوده‌است؛ چنان‌که میام میدالو مالمی (ایذه) ۱۳ فرسخ می‌شمرده‌اند.»
در کتاب مشیرالدوله ایران قدیم یا تاریخ مختصر ایران تا انقراض ساسانیان نیز آمده‌است که «شهر خایدالو در جای خرم‌آباد امروزی بوده‌است». برخی دیگر از محققان از جمله ژاک دو مورگان و دهخدا نیز این نظر را داشته‌اند. حاجی‌علی رزم‌آرا در کتاب جغرافیای نظامی ایران نوشته است: «در جلگهٔ خرم‌آباد در چهار هزار سال قبل، شهری موسوم به خایدالو (یا خایدر) در عصر عیلام وجود داشته که آثار و خرابه‌های شهر مذکور در اطراف منار خرم‌آباد باقی است.» در تمدن عیلامیان، خرم‌آباد مرکز منطقه‌ای به نام سیماش بوده‌است که شاهان نیمه‌مستقلی داشته‌است (سلسلهٔ سیماشکی) که به دلیل موقعیت جغرافیایی و انسانی‌اش بارها در جنگ‌ها مفرّ و مأمن شاهان عیلامی بوده‌است.

## نابودی تمدن ایلام و شهر خایدالو

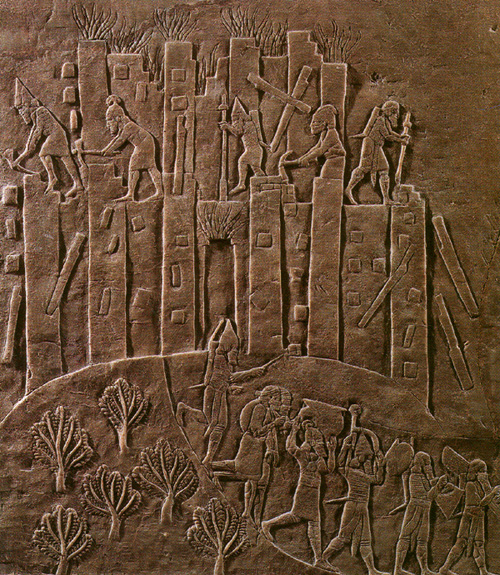
نابودی تمدن ایلام و شهر خایدالو به دست آشوری‌ها در ۶۴۷ پیش از میلاد. در اینجا آتش از شهر زبانه می‌کشد، در حالی که سربازان آشوری شهر را با کلنگ و دیلم واژگون می‌کنند و غنایم را به خارج از شهر می‌برند.

در سال ۶۴۰ قبل از میلاد مسیح، آشور بانیپال، پادشاه نیرومند آشور، ایلام و شهر خایدالو را تصرف و مردمش را کشتار و دولت ایلام را نابود کرد. تمدن دیرینه ایلام و شهر خایدالو، پس از هزاران سال مقاومت در برابر اقوام نیرومندی چون سومری‌ها، اَکَدی‌ها، بابلی‌ها و آشوری‌ها از دشمن خود آشور شکست خورد و از صفحهٔ روزگار ناپدید گردید. کتیبه آشور بانیپال دربارهٔ فتح و نابودی ایلام چنین می‌گوید:
تمام خاک شهر شوشان و شهر خایدالو و شهر ماداکتو و شهرهای دیگر را با توبره به آشور کشیدم، و در مدت یک ماه و یک روز کشور ایلام را با همه پهنای آن، جاروب کردم. من این کشور را از چارپایان و گوسپند، و نیز از نغمه‌های موسیقی بی‌بهره ساختم و به درندگان، ماران، جانوران و آهوان رخصت دادم که آن را فرو گیرند.

## خایدالو پس از انقراض ایلامیان
پس از انقراض ایلامیان، خایدالو بخشی از دولت آشور می‌شود و در زمان هخامنشیان، لرستان و خایدالو به اتفاق ایلام کنونی و خوزستان، ایالت سوم این امپراتوری عظیم بودند. در زمان اشکانی این سرزمین یکی از ساتراپ‌های (ایالت) این سلسله بوده‌است و سرانجام اینکه در زمان ساسانیان برجای شهر خایدالو شاپور یکم ساسانی شهر شاپورخواست را بنا می‌کنند که از مهم‌ترین شهرهای «پهله» بوده‌است.

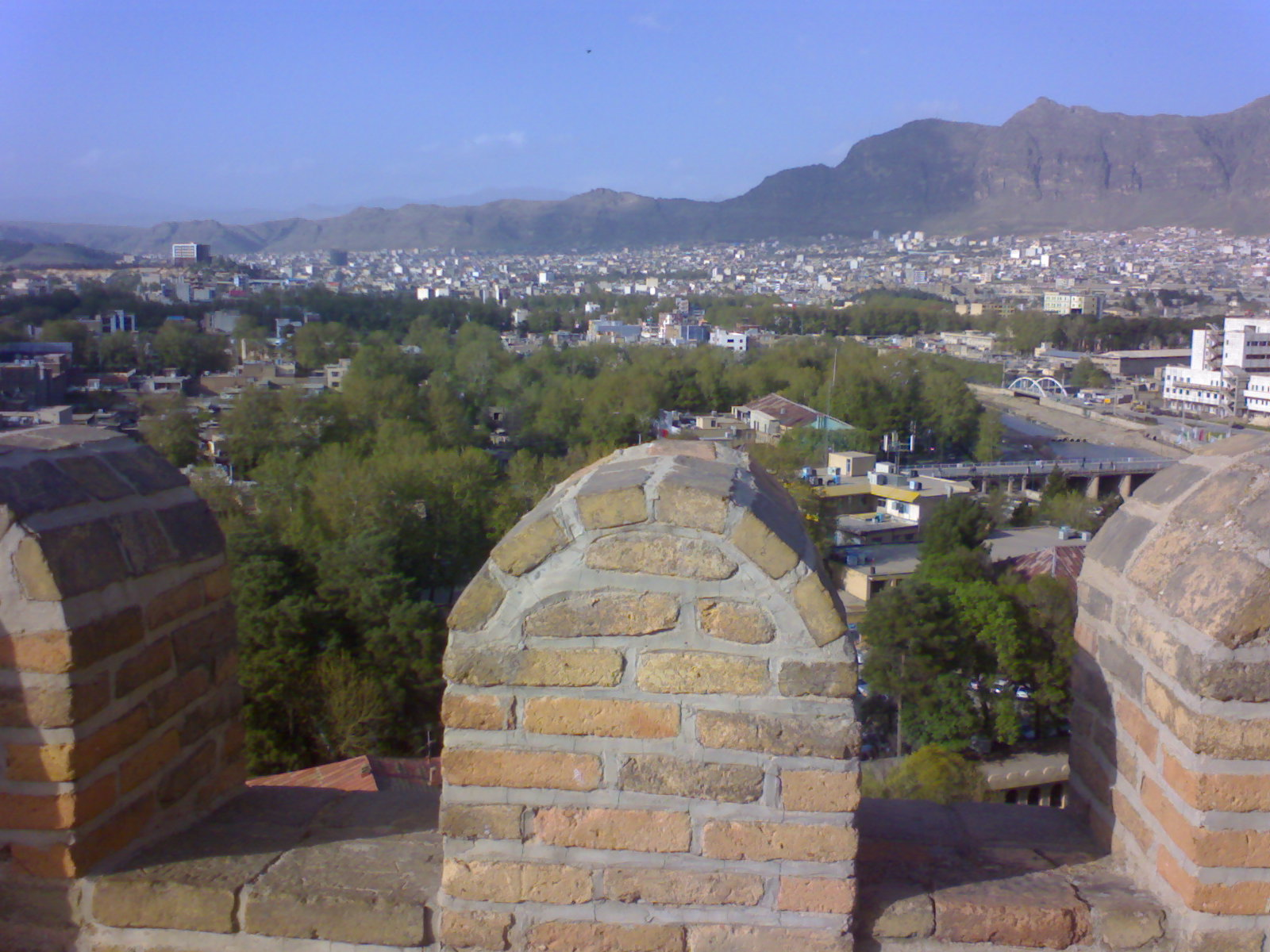
نمای شهر خرم‌آباد بر فراز قلعه فلک‌الافلاک